# Carl Josef Bayer
Carl Josef Bayer (también Karl Bayer, 4 de marzo de 1847-4 de octubre de 1904) fue un químico austriaco quién inventó el proceso bayer para extraer alúmina de bauxita, esencial a este día a la producción económica de aluminio. Su padre Friedrich Bayer fue el fundador de la empresa química y farmacéutica Bayer AG.
Carl Bayer había estado trabajando en San Petersburgo para desarrollar un método para proporcionar alúmina a la industria textil. En 1887, descubre que el hidróxido de aluminio precipitado de una solución alcalina se cristaliza y puede ser filtrado y lavado más fácilmente que el precipitado mediante un medio de ácido por neutralización. En 1888, Bayer desarrolló y patentó su proceso de cuatro etapas de extraer alúmina de mena de bauxita.